# McLeansboro
McLeansboro är administrativ huvudort i Hamilton County i Illinois. Orten har fått sitt namn efter markägaren William B. McLean. Vid 2010 års folkräkning hade McLeansboro 2 883 invånare.